# Пороюкал
Пороюкал — река в России, протекает по территории Лоухского района Карелии. Устье реки находится в 15 км по левому берегу реки Сыртань, которую образует слиянием с рекой Кайман. Длина реки — 12 км.
Река в общей сложности имеет 11 малых притоков суммарной длиной 15 км.

## Данные водного реестра
По данным государственного водного реестра России относится к Баренцево-Беломорскому бассейновому округу, водохозяйственный участок реки — Ковда от Кумского гидроузла до Иовского гидроузла. Речной бассейн реки — бассейны рек Кольского полуострова и Карелии, впадает в Белое море.
Код объекта в государственном водном реестре — 02020000512102000000818.